# Sparkle and Fade
Sparkle and Fade — второй студийный альбом американской рок-группы Everclear, выпущенный в 1995 году. Это был их первый альбом, выпущенный исключительно на Capitol Records; их предыдущий альбом, World of Noise, был переиздан на Capitol после того, как его представили на лейбле Tim/Kerr Records, расположенном в Портленде, штат Орегон. С альбома были выпущены синглы «Heroin Girl», «Santa Monica», «Heartspark Dollarsign» и «You Make Me Feel Like a Whore». Музыка альбома затрагивает такие темы, как зависимость и романтика, в рамках нечёткого повествования, похожего на беспокойную жизнь самого Арта Алексакиса, когда ему было за двадцать.

## История
На обложке альбома изображены детские фотографии трёх участников группы. На сегодняшний день это третий самый продаваемый альбом группы Everclear.
Он поднялся на вершину чарта Heatseekers в январе 1996 года и получил платиновый сертификат RIAA в мае 1996 года. К декабрю 2001 года, по данным Nielsen SoundScan, альбом был продан в США в количестве 1 190 000 копий.

## Отзывы
| Оценки критиков                   | Оценки критиков |
| Источник                          | Оценка          |
| --------------------------------- | --------------- |
| AllMusic                          | [ 4 ]           |
| Collector's Guide to Heavy Metal  | 10/10           |
| The Encyclopedia of Popular Music | [ 13 ]          |
| The Great Rock Discography        | 9/10            |
| Kerrang!                          | [ 15 ]          |
| MusicHound Rock                   | [ 16 ]          |
| The Rolling Stone Album Guide     | [ 17 ]          |
| The Village Voice                 | A−              |

После выхода альбом получил в целом благоприятные отзывы от музыкальных критиков. Collector’s Guide to Heavy Metal поставил максимальную оценку: 10 из 10 звёзд.
Trouser Press пишет, что «сияние таких песен, как „Santa Monica“ (которая требует многократного прослушивания), придаёт блеск этой неожиданной жемчужине».
Стивен Томас Эрлевайн из Allmusic поставил оценку 4 из 5 звёзд и сказал: «Дебютный альбом Everclear на крупном лейбле — это жёсткий, мелодичный хард-рок в стиле пост-панк. Лёгкое сравнение — Nirvana, но музыка Everclear ближе к кантри-року Screaming Trees — под их громкими, грубоватыми гитарами скрывается явная корневость, отсутствующая у большинства сиэтлских групп, и это придаёт Sparkle and Fade изюминку».

## Список композиций
Все песни написаны Артом Алексакисом, Крейгом Монтойей и Грегом Эклундом, за исключением тех случаев, когда это указано.
| №   | Название                        | Автор(ы)                        | Длительность |
| --- | ------------------------------- | ------------------------------- | ------------ |
| 1.  | «Electra Made Me Blind»         | Alexakis Scott Cuthbert Montoya | 3:43         |
| 2.  | «Heroin Girl»                   | Alexakis Cuthbert Montoya       | 2:23         |
| 3.  | «You Make Me Feel Like a Whore» |                                 | 2:47         |
| 4.  | «Santa Monica»                  |                                 | 3:11         |
| 5.  | «Summerland»                    |                                 | 3:42         |
| 6.  | «Strawberry»                    |                                 | 2:35         |
| 7.  | «Heartspark Dollarsign»         |                                 | 2:52         |
| 8.  | «The Twistinside»               | Alexakis Cuthbert Montoya       | 4:37         |
| 9.  | «Her Brand New Skin»            |                                 | 2:02         |
| 10. | «Nehalem»                       |                                 | 1:53         |
| 11. | «Queen of the Air»              | Alexakis Cuthbert Montoya       | 2:59         |
| 12. | «Pale Green Stars»              |                                 | 4:17         |
| 13. | «Chemical Smile»                |                                 | 1:49         |
| 14. | «My Sexual Life»                | Alexakis Cuthbert Montoya       | 3:51         |